# Forum mondial sur l'éducation

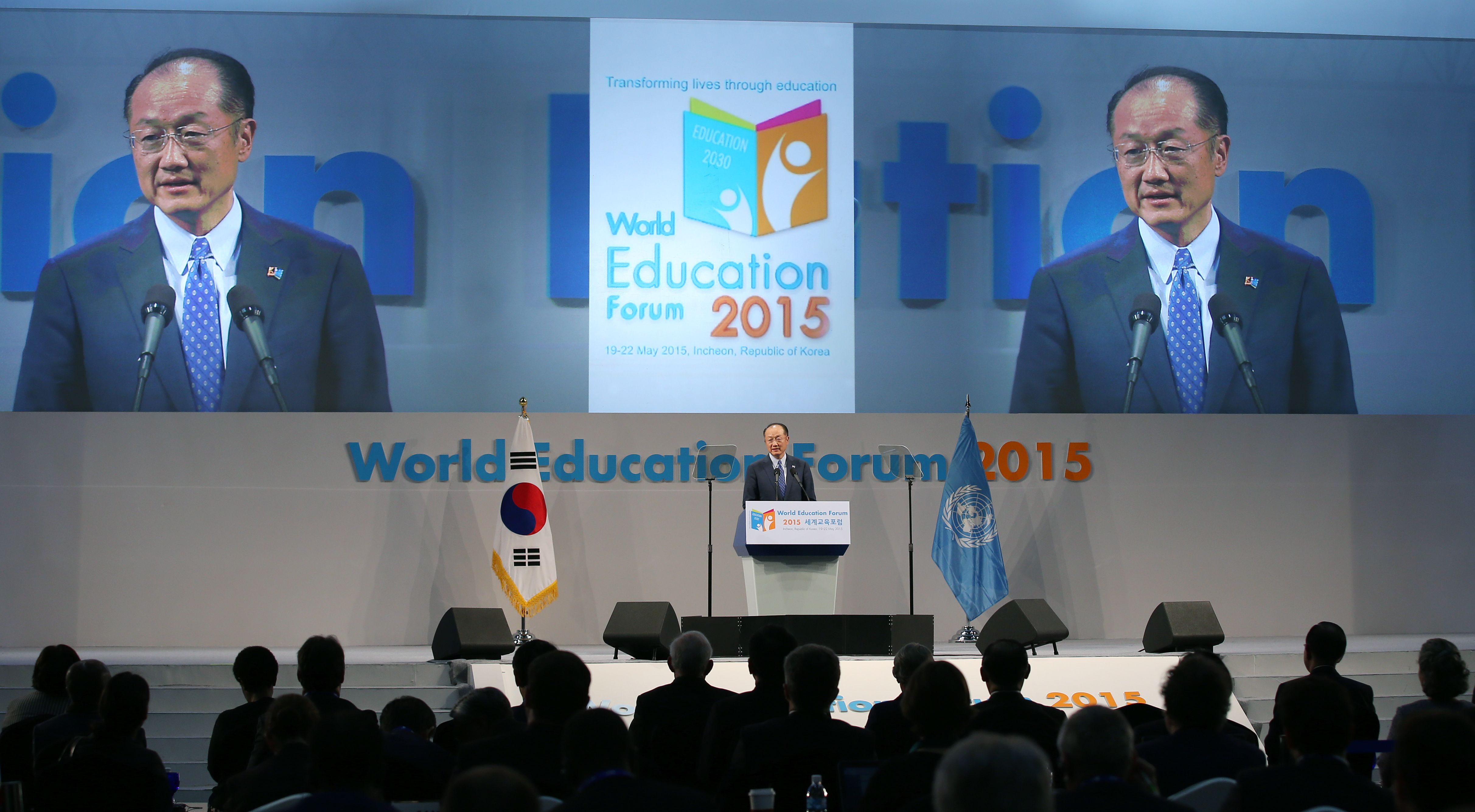
Le président de la banque mondiale, Jim Yong Kim, lors du Forum mondial de l'éducation le 19 mai 2015.

Le Forum mondial sur l'éducation, qui s'est tenu à Dakar (Sénégal) du 26 au 28 avril 2000, sous l'égide de l'Unesco fut le premier et le plus important évènement en matière d'éducation à l'aube du nouveau siècle.
Les délégués de 181 pays au Forum mondial sur l'éducation ont adopté un Cadre d'action qui engage leurs gouvernements à apporter une éducation de base de qualité pour tous, notamment pour les filles, et se fait l'écho du souhait des pays et des institutions bailleurs de fonds qu'« aucun pays sérieusement engagé dans l'universalisation de l'éducation de base ne voit ses efforts contrariés par le manque de ressources ». 
Bien que des progrès notables aient été enregistrés dans de nombreux pays, il est inacceptable, ont souligné les 1 500 participants au Forum, qu'à l'aube du nouveau millénaire plus de 113 millions d'enfants - surtout des filles - soient privés d'éducation primaire, que 880 millions d'adultes soient encore analphabètes, que la discrimination sexuelle continue de s'exercer à tous les niveaux du système éducatif et que la qualité de l'éducation dispensée ne réponde pas aux besoins des sociétés. 
Selon le Président de la Banque mondiale, James Wolfensohn, l'éducation « est au cœur de toute politique de développement ». Cette conviction a poussé la Banque mondiale à sensiblement augmenter l'enveloppe financière qu'elle consacre à ce secteur, la faisant passer de 900 millions de dollars en 1990, année de la Conférence de Jomtien, à 1,9 milliard de dollars actuellement.

## Objectifs
L'éducation a été clairement reconnue comme un droit fondamental de l'homme et comme la clé du développement et d'une paix durables entre et dans les pays. 
Les participants se sont donc engagés à poursuivre les objectifs suivants :  
- Développer et améliorer sous tous leurs aspects la protection et l'éducation de la petite enfance, et notamment des enfants les plus vulnérables et défavorisés.

- Faire en sorte que d'ici 2015 tous les enfants, notamment les filles et les enfants en difficulté et appartenant aux minorités ethniques, aient la possibilité d'accéder à un enseignement primaire obligatoire et gratuit de qualité et de le suivre jusqu'à son terme ;

- Répondre aux besoins éducatifs de tous les jeunes en assurant un accès équitable à des programmes adéquats ayant pour objet l'acquisition de connaissances ainsi que de compétences nécessaires dans la vie courante et pour l'exercice d'une citoyenneté active ;

- Améliorer de 50 % les niveaux d'alphabétisation des adultes, et notamment des femmes, d'ici 2015, et assurer à tous les adultes un accès équitable aux programmes d'éducation de base et d'éducation permanente ;

- Éliminer les disparités entre les sexes dans l'enseignement primaire et secondaire d'ici 2005 et instaurer l'égalité dans ce domaine en 2015 en veillant notamment à assurer aux filles un accès équitable et sans restriction à une éducation de base efficace et de qualité ;

- Améliorer sous tous ses aspects la qualité de l'éducation de façon à obtenir pour tous des résultats d'apprentissage reconnus et quantifiables - notamment en ce qui concerne la lecture, l'écriture et le calcul et les compétences indispensables dans la vie courante.

## Moyens
Pour réaliser ces objectifs, les délégués ont appelé au développement de systèmes fiables de gouvernance et de gestion éducatives, à la mise en œuvre de programmes éducatifs de lutte contre le VIH/SIDA, à la prise en compte des besoins des systèmes éducatifs affectés par les conflits armés, à la création d'écoles sûres et accueillantes, à la maîtrise des nouvelles technologies de l'information et de la communication et au suivi systématique des progrès réalisés. Ils se sont également engagés à encourager la participation de la société civile au contrôle et à la mise en œuvre des stratégies de développement de l'éducation. 
L'application des stratégies se fera essentiellement au moyen des mécanismes existants, surtout au niveau national. Les pays participants devront préparer, au plus tard pour 2002, un Plan global d’Éducation pour tous (EPT), après consultation avec leur société civile. Ce plan sera élaboré dans le contexte général des efforts de réduction de la pauvreté et des stratégies de développement, et, entre autres, devra spécifier des réformes, prévoir des indicateurs de performance à mi-parcours et établir des priorités budgétaires, de façon que les objectifs soient atteints au plus tard en 2015. Des stratégies concrètes seront identifiées pour intégrer les exclus de l'éducation. 
En adoptant le Cadre d'action de Dakar, les 1 500 participants au Forum ont réaffirmé leur engagement de parvenir à l'Éducation pour tous d'ici à l'an 2015 et ont confié à l'Unesco à la fois le rôle de coordination générale entre les différents partenaires au niveau international, et la mission d'entretenir la dynamique engagée au niveau mondial.